# Próżnia socjologiczna
Próżnia socjologiczna – koncepcja socjologiczna sformułowana w 1979 roku przez Stefana Nowaka mówiąca o silnej identyfikacji z grupami pierwotnymi oraz z narodem polskim przy jednocześnie niskiej identyfikacji z grupami poziomu pośredniego. Jest to jedna z częściej przywoływanych koncepcji socjologicznych dotyczących społeczeństwa polskiego. Służy do wyjaśniania kondycji społeczeństwa obywatelskiego, kapitału społecznego oraz demokracji w Polsce.